# Дом Ф. И. Кривдина
Дом Ф. И. Кривдина — памятник архитектуры. Расположен в Адмиралтейском районе Санкт-Петербурга, современный адрес дома — Большой Казачий переулок, 9, 9Г.
Здание построено в 1832 году, перестроено и достроено А. П. Шильцовым в 1905 году. Дом декорирован в стиле модерн, мелкими густыми рельефами, составленными из лироподобных фигур, цветов и плодов, при этом стиль не затрагивает структурных основ здания. Кованые балконные решётки и деревянные оконные переплёты извилистые.
Среди жителей дома были М. М. Болотов, К. К. Кох и А. М. Ремизов.
В 2019 году дом вошел в перечень 255 многоквартирных домов — памятников архитектуры с особо сложными фасадами, которые предполагается отреставрировать по программе КГИОП «Наследие». В мае 2024 года было объявлено, что к 20 октября 2026 года фасады дома будут отреставрированы за 224 млн рублей.
В здании частично сохранились окна с фигурной расстекловкой.